# Jacob August Castenschiold
Jacob August Castenschiold (27. november 1765 på Knabstrup – 23. april 1828 i Korsør) var en dansk godsejer og borgmester, bror til Christian Castenschiold.
Hans forældre var kammerherre Carl Adolph Castenschiold til Knabstrup og Hagestedgård (1740-1820) og første hustru Dorothea Augusta Brøer (1744-1819). Han blev 1783 student fra Roskilde Skole og samme år kammerjunker, var 1785-92 auskultant i Rentekammeret og blev 1787 cand.jur. 1823 blev han borgmester og byfoged samt by- og rådstueskriver i Korsør.
Han ejede Bonderup (1792-98), Hellestrup (1806-12) og Lille Antvorskov (1813-23) og var under Englandskrigene 1801-04 kaptajn og kompagnichef i Søndre sjællandske Landeværnsregiment.
I 1790 ægtede han Charlotte Amalie Treeld (1771 i København - 13. oktober 1839).